# 月代
參數所指定的目標頁面不存在，建議更正成存在頁面或直接建立下列一個頁面（建立前請先搜尋是否有合適的存在頁面可以取代）：
- 月代 (琉球神祇)

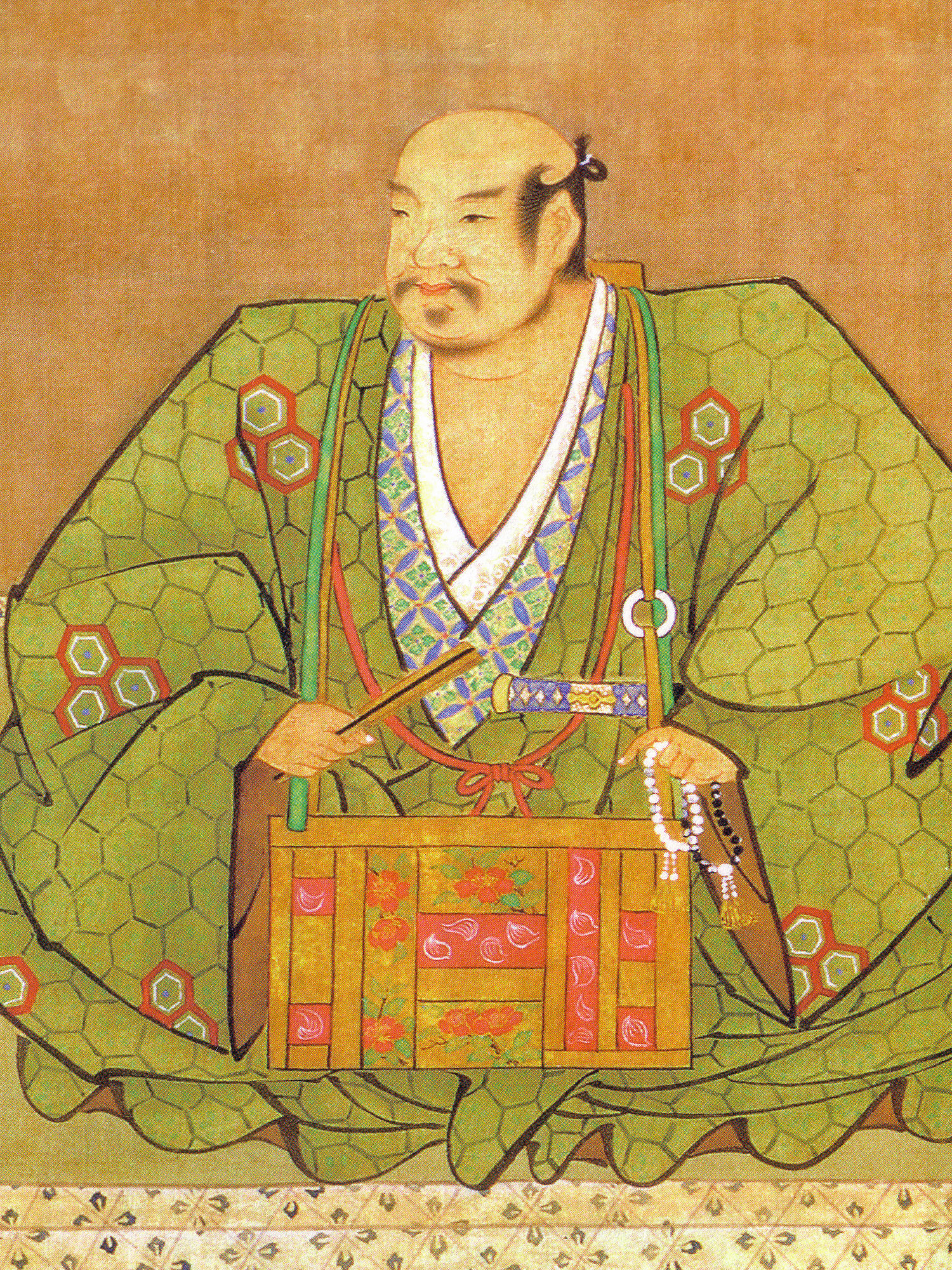
日本戰國時代淺井長政之畫像，其髮型就是「月代」

月代（日语：月代、さかやき），又譯月代頭、帶月頭，指的是一種為江戸時代以前的日本成年男性的髮型。
月代頭這種髮型需要將由前額側開始至頭頂部的頭髮全部剃光，使頭皮露出呈半月形。關於使用此髮型的理由有許多說法，目前江戶時代禮制專家伊勢貞丈的說法：「為了在戰場上便於戴上頭盔，避免悶熱」較廣被接受。

## 歷史考證
日本古典文學《太平記》卷五提到片岡八郎矢田彦七脫下頭巾，把手指放在頭側。成山狀的頭髮，顯露出之前月代的痕跡。再根據鎌倉時代初期的關白九條兼實的日記《玉葉》中安元2年7月8日一條：「自件廉中，時忠卿指出首，其鬢不正，月代太見苦，面色殊損。」可以得知平安時代末期便存在此髮型。對照繪卷的結果，可以確定鎌倉時代、室町時代的月代主要是在戰場上使用，平時是使用總髮髮型。進入戰國時代後月代成為日常的髮型，江戶時代時更是成為習俗。除了公卿以外，平民與武家間都相當流行，也是元服時依照慣例要剃的髮型。此風俗一直持續到明治時代的散髮脫刀令頒布。

## 評價
在薩摩入侵琉球時，這種髮型被琉球人嘲笑，琉歌集《思草紙》就有嘲笑月代頭的琉歌。在中日戰爭、香港日佔時期和新加坡日佔時期，這些地區的華人認為這種髮型只剩下一小撮頭髮在頭頂前中部份，乍看之下就如蘿蔔帶點莖葉的頭部，故戲稱日本人為蘿蔔頭。